# 1972年の野球
1972年の野球（1972ねんのやきゅう）では、1972年の野球界における動向をまとめる。

## 競技結果

### 日本プロ野球

#### ペナントレース
| 順位 | 球団             | 勝 | 敗 | 分 | 勝率 | 差   |
| 1位  | 読売ジャイアンツ | 74 | 52 | 4  | .587 | 優勝 |
| 2位  | 阪神タイガース   | 71 | 56 | 3  | .559 | 3.5  |
| 3位  | 中日ドラゴンズ   | 67 | 59 | 4  | .532 | 7.0  |
| 4位  | ヤクルトアトムズ | 60 | 67 | 3  | .472 | 14.5 |
| 5位  | 大洋ホエールズ   | 57 | 69 | 4  | .452 | 17.0 |
| 6位  | 広島東洋カープ   | 49 | 75 | 6  | .395 | 24.0 |

| 順位 | 球団             | 勝 | 敗 | 分 | 勝率  | 差   |
| 1位  | 阪急ブレーブス   | 80 | 48 | 2  | .625  | 優勝 |
| 2位  | 近鉄バファローズ | 64 | 60 | 6  | .5161 | 14.0 |
| 3位  | 南海ホークス     | 65 | 61 | 4  | .5159 | 14.0 |
| 4位  | 東映フライヤーズ | 63 | 61 | 6  | .508  | 15.0 |
| 5位  | ロッテオリオンズ | 59 | 68 | 3  | .465  | 20.5 |
| 6位  | 西鉄ライオンズ   | 47 | 80 | 3  | .370  | 32.5 |

#### 日本シリーズ
| 日付                                    | 試合   | ビジター球団（先攻） | スコア   | ホーム球団（後攻） | 開催球場     |
| --------------------------------------- | ------ | -------------------- | -------- | ------------------ | ------------ |
| 10月21日（土）                          | 第1戦  | 阪急ブレーブス       | 3 - 5    | 読売ジャイアンツ   | 後楽園球場   |
| 10月22日（日）                          | 第2戦  | 雨天中止             | 雨天中止 | 雨天中止           | 後楽園球場   |
| 10月23日（月）                          | 第2戦  | 阪急ブレーブス       | 4 - 6    | 読売ジャイアンツ   | 後楽園球場   |
| 10月24日（火）                          | 移動日 | 移動日               | 移動日   | 移動日             | 移動日       |
| 10月25日（水）                          | 第3戦  | 読売ジャイアンツ     | 3 - 5    | 阪急ブレーブス     | 阪急西宮球場 |
| 10月26日（木）                          | 第4戦  | 読売ジャイアンツ     | 3 - 1    | 阪急ブレーブス     | 阪急西宮球場 |
| 10月27日（金）                          | 第5戦  | 雨天中止             | 雨天中止 | 雨天中止           | 阪急西宮球場 |
| 10月28日（土）                          | 第5戦  | 読売ジャイアンツ     | 8 - 3    | 阪急ブレーブス     | 阪急西宮球場 |
| 優勝：読売ジャイアンツ（8年連続16回目） |        |                      |          |                    |              |

#### 個人タイトル
|                               | セントラル・リーグ | セントラル・リーグ | セントラル・リーグ | パシフィック・リーグ | パシフィック・リーグ | パシフィック・リーグ |
| タイトル                      | 選手               | 球団               | 成績               | 選手                 | 球団                 | 成績                 |
| ----------------------------- | ------------------ | ------------------ | ------------------ | -------------------- | -------------------- | -------------------- |
| 最優秀選手                    | 堀内恒夫           | 巨人               |                    | 福本豊               | 阪急                 |                      |
| 最優秀新人                    | 安田猛             | ヤクルト           |                    | 加藤初               | 西鉄                 |                      |
| 最優秀投手                    | 堀内恒夫           | 巨人               |                    |                      |                      |                      |
| 沢村栄治賞                    | 堀内恒夫           | 巨人               |                    |                      |                      |                      |
| 首位打者                      | 若松勉             | ヤクルト           | .329               | 張本勲               | 東映                 | .358                 |
| 最多本塁打                    | 王貞治             | 巨人               | 48本               | 長池徳二             | 阪急                 | 41本                 |
| 最多打点                      | 王貞治             | 巨人               | 120打点            | 野村克也 大杉勝男    | 南海 東映            | 101打点              |
| 最多盗塁                      | 柴田勲             | 巨人               | 45盗塁             | 福本豊               | 阪急                 | 106盗塁              |
| 最多安打                      | 衣笠祥雄           | 広島               | 147安打            | 張本勲               | 東映                 | 169安打              |
| 最多出塁数(セ) 最高出塁率(パ) | 王貞治             | 巨人               | 249出塁            | 張本勲               | 東映                 | .443                 |
| 最優秀防御率                  | 安田猛             | ヤクルト           | 2.08               | 清俊彦               | 近鉄                 | 2.36                 |
| 最多勝利                      | 堀内恒夫           | 巨人               | 26勝               | 山田久志 金田留広    | 阪急 東映            | 20勝                 |
| 最多奪三振                    | 江夏豊             | 阪神               | 233奪三振          | 鈴木啓示             | 近鉄                 | 180奪三振            |
| 最高勝率                      | 堀内恒夫           | 巨人               | .743               | 佐藤道郎             | 南海                 | .750                 |

#### ベストナイン
|          | セントラル・リーグ | セントラル・リーグ | パシフィック・リーグ | パシフィック・リーグ |
| 守備位置 | 選手               | 球団               | 選手                 | 球団                 |
| -------- | ------------------ | ------------------ | -------------------- | -------------------- |
| 投手     | 堀内恒夫           | 巨人               | 山田久志             | 阪急                 |
| 捕手     | 田淵幸一           | 阪神               | 野村克也             | 南海                 |
| 一塁手   | 王貞治             | 巨人               | 大杉勝男             | 東映                 |
| 二塁手   | J.シピン           | 大洋               | 基満男               | 西鉄                 |
| 三塁手   | 長嶋茂雄           | 巨人               | 有藤通世             | ロッテ               |
| 遊撃手   | 三村敏之           | 広島               | 大橋穣               | 阪急                 |
| 外野手   | 柴田勲             | 巨人               | 長池徳二             | 阪急                 |
| 外野手   | 高田繁             | 巨人               | 張本勲               | 東映                 |
| 外野手   | 若松勉             | ヤクルト           | 福本豊               | 阪急                 |

#### ダイヤモンドグラブ賞
|          | セントラル・リーグ | セントラル・リーグ | パシフィック・リーグ | パシフィック・リーグ |
| 守備位置 | 選手               | 球団               | 選手                 | 球団                 |
| -------- | ------------------ | ------------------ | -------------------- | -------------------- |
| 投手     | 堀内恒夫           | 巨人               | 足立光宏             | 阪急                 |
| 捕手     | 大矢明彦           | ヤクルト           | 種茂雅之             | 阪急                 |
| 一塁手   | 王貞治             | 巨人               | 大杉勝男             | 東映                 |
| 二塁手   | J.シピン           | 大洋               | 大下剛史             | 東映                 |
| 三塁手   | 長嶋茂雄           | 巨人               | 有藤通世             | ロッテ               |
| 遊撃手   | バート             | 中日               | 大橋穣               | 阪急                 |
| 外野手   | 高田繁             | 巨人               | 福本豊               | 阪急                 |
| 外野手   | 山本浩司           | 広島               | 池辺巌               | ロッテ               |
| 外野手   | 柴田勲             | 巨人               | 広瀬叔功             | 南海                 |

### 高校野球
- 第45回選抜高等学校野球大会優勝：日大櫻丘（東京都）
- 第55回全国高等学校野球選手権大会優勝：津久見（大分県）

### 大学野球
- 第21回全日本大学野球選手権大会優勝：関西大
- 第3回明治神宮野球大会優勝：関西大

- 東京六大学野球連盟優勝 春：慶應義塾大、秋：慶應義塾大
- 東都大学野球連盟優勝 春：中央大、秋：駒澤大
- 関西大学野球連合優勝 春：関西大、秋：関西大

### 社会人野球
- 第43回都市対抗野球大会優勝：日本楽器
- 第22回日本産業対抗野球大会優勝：日本石油

### メジャーリーグ
- ワールドシリーズ
オークランド・アスレチックス（ア・リーグ） （4勝3敗） シンシナティ・レッズ （ナ・リーグ）

## できごと

### 1月
- 1月14日 - ロッテは球団代表の武田和義の辞任を正式に発表[2]。
- 1月16日 - ロッテの浜浦徹とMLBサンフランシスコ・ジャイアンツのフランク・ジョンソンとの交換トレードが成立したとロッテのオーナーの中村長芳とジャイアンツのオーナーのホーレス・ストーンハムが共同声明を発表。日本プロ野球と大リーグとの交換トレードは史上初[3]。
- 1月19日 - 【MLB】野球殿堂入りを決める記者投票の開票が行われ、サンディー・コーファックス、ヨギ・ベラ、アーリー・ウインを選出[4]。
- 1月20日 - ロッテは新宿の球団事務所で役員会議を開き、今月で辞任する球団代表の武田和義の後任に元東映の球団代表の石原春夫を選出。午後2時に正式に発表[5]。

### 3月
- 3月11日 - 日本プロ野球コミッショナーの大濱信泉は日本プロ野球の公式記録を1936年7月1日より開催された「結成記念日本野球選手権」を起点とする事を発表[6]。
- 3月27日 - 第44回選抜高等学校野球大会が阪神甲子園球場で開幕。

### 4月
- 4月2日 - 【MLB】ニューヨーク・メッツの監督のギル・ホッジスが心臓発作で急死。
- 4月3日 - プロ野球のオーナー会議が東京・大手町のパレスホテルにて開かれ、プロ野球の人気振興策、黒い霧事件でコミッショナーから処分を受けた選手の復権について議論[7]。
- 4月7日 - 第44回選抜高等学校野球大会の決勝戦が阪神甲子園球場で行われ、東京都の日大櫻丘高校が兄弟校の日大三に5対0で勝利し、初優勝達成[8]。
- 4月8日 - プロ野球がセ・パ同時に開幕[9]。
- 4月12日
  - 阪神の江夏豊が甲子園球場での対巨人1回戦の二回表に堀内恒夫を三振に打ち取り、プロ通算1500奪三振を達成[10]。
  - 阪急のダリル・スペンサーが西宮球場での対ロッテ1回戦の七回裏に代打で登場し2号本塁打を打ち、日本プロ野球通算150本塁打を達成[11]。
- 4月14日 - 阪急の梶本隆夫が後楽園球場での対東映1回戦に先発し、1回裏先頭の大下剛史に対しカウント2-3からの6球までの登板間隔が長いとして今季から実施中の「次の投球まで20秒を超えたらボール」を適用し四球となる[12]。
- 4月18日 - 南海ホークスの野村克也が大阪球場での対東映フライヤーズ1回戦の6回裏に2号3点本塁打を打ち、プロ通算1500打点を達成[13]。
- 4月21日 - 阪神タイガースの選手兼任監督の村山実が午後6時10分甲子園球場内のプレスルームにて指揮権をヘッドコーチの金田正泰に委譲すると表明[14]。
- 4月22日 - 近鉄の鈴木啓示が日生球場での対近鉄2回戦の3回表に西岡三四郎から三振を奪い、プロ通算1500奪三振を達成[15]。
- 4月27日 - ヤクルトの城戸則文が広島球場での対広島2回戦の8回裏に1号本塁打を放ち、プロ通算1000安打を達成[16]。
- 4月29日 - 広島の外木場義郎が広島球場での対巨人2回戦に先発登板し、ノーヒットノーランを達成[17][18]。

### 5月
- 5月3日 - 阪急ブレーブスの福本豊が西宮球場での対東映4回戦でパ・リーグ新記録となる1試合5盗塁を記録[19]。
- 5月4日 - ロッテの西田孝之が東京球場での対南海5回戦の6回表に得津高宏に変わって右翼の守備につき、プロ通算1000試合出場を達成[20]。
- 5月7日 - 川崎球場での大洋対広島6回戦で、3回表2死から水谷実雄がカウント2-3からの6球目がボールになるも水谷と球審の岡田功が四球と気づかず水谷はそのまま打席に立ったため、8球目がストライクの判定となって見逃し三振を喫する[21]。
- 5月10日 - 南海の広瀬叔功が後楽園球場での対東映4回戦の6回表に、二盗、三盗を決め、プロ通算550盗塁を達成[22]。
- 5月13日 - 東映の大杉勝男が後楽園球場での対ロッテ8回戦の4回裏に9号本塁打を放ち、プロ通算200本塁打を達成[23]。
- 5月20日 - 阪急の梶本隆夫が中日球場での対近鉄6回戦で近鉄を6-0と完封して1勝目を挙げ、プロ通算250勝を達成[24]。
- 5月27日 - 広島の安仁屋宗八が広島球場での対大洋7回戦に先発登板し5回表に江藤慎一から三振を奪い、プロ通算1000奪三振を達成[25]。
- 5月31日 - 東映の大杉勝男が東京球場での対ロッテ10回戦の10回表に19号本塁打を放ち、これで5月に打った本塁打が15本となり、月間最多本塁打15本のタイ記録となる[26]。

### 6月
- 6月6日 - 巨人の王貞治が広島球場で対広島5回戦の1回表に13号本塁打を放ち、プロ通算500本塁打を達成[27]。
- 6月9日 - 巨人の堀内恒夫が甲子園球場での対阪神8回戦に登板し阪神を4-0と完封して9勝目を挙げ、プロ通算100勝を達成[28]。
- 6月15日 - 広島の国貞泰汎が中日球場での対中日11回戦に先発出場し、プロ通算1000試合出場を達成[29]。
- 6月17日 - 広島は監督の根本陸夫が成績不振を理由に休養し、打撃コーチの森永勝也が代理監督を務めると発表[30]。
- 6月22日 - 巨人の長嶋茂雄が中日球場での対中日15回戦の8回表に18号本塁打を放ち、プロ通算400本塁打を達成[31]。
- 6月23日 - 巨人が神宮球場での対ヤクルト15回戦の6回表に、1イニング最多得点の日本プロ野球タイ記録となる13得点を挙げる[32]。
- 6月24日 - 阪神の村山実が先発し、プロ通算500試合登板を達成[33]。
- 6月25日 - 東映の尾崎行雄が後楽園球場での対近鉄15回戦に先発し7回3安打2失点の内容で、1967年8月25日以来5年ぶりの勝利を挙げる[34]。

### 7月
- 7月1日 - 南海の広瀬叔功が小倉球場での対西鉄13回戦で5回表に安打を放ち、プロ通算2000安打を達成[35]。
- 7月2日 - 東映の白仁天が後楽園球場での対ロッテ14回戦の8回裏に10号本塁打を打ち、プロ通算100本塁打を達成[36]。
- 7月4日 - ロッテのジョージ・アルトマンが大阪球場での対南海13回戦で9回表に12号3ランを放ち、パ・リーグタイ記録となる8試合連続打点をマーク[37]。
- 7月8日
  - 南海の野村克也が西宮球場での対阪急14回戦の4回表に19号本塁打を放ち、山内一弘の持つ日本プロ野球タイ記録に並ぶ通算1218得点を達成[38]。
  - 広島の山本浩司が広島球場での対巨人9回戦で5打席連続安打を記録。これで6日の対中日18回戦から9打席連続安打のセ・リーグ新記録を達成[39]。
- 7月16日
  - 巨人の堀内恒夫が後楽園球場での対中日16回戦に三回表に中日の稲葉光雄から三振を奪い、プロ通算1000奪三振を達成[40]。
  - 大洋の江藤慎一が青森県営球場での対広島ダブルヘッダー第2試合の16回戦の九回裏に適時打を打ち、プロ通算1000打点を達成[41]。
  - 東映の張本勲が東京球場での対ロッテ16回戦の八回表に17号本塁打を打ち、プロ通算1000得点を達成[42]。
  - 南海の佐藤道郎が大阪球場での対西鉄15回戦の八回表から救援登板し、10試合連続救援登板の日本プロ野球新記録を達成[43]。
- 7月20日 - この日でセ・パとも前半戦を終了。セ・リーグは阪神が首位で折り返し、巨人は1964年以来8年ぶりに2位で折り返し[44]。

### 8月
- 8月1日 - 南海は大阪球場での対東映15回戦で4-2と勝利、この日4得点を記録してパ・リーグタイ記録となる73試合連続得点を達成[45]。
- 8月2日 - ヤクルトのアルト・ロペスが神宮球場での対中日ダブルヘッダー18回戦の7回裏に9号本塁打を放ち、プロ通算100本塁打を達成[46]。
- 8月4日 - ロッテの池辺巌が東京球場での対南海15回戦の1回裏に14号本塁打を放ち、プロ通算100本塁打を達成[47]。
- 8月6日 - 第43回全国都市対抗野球大会の決勝戦が午後3時半から後楽園球場にて行われ、浜松市の日本楽器が川崎市の三菱自動車川崎に4対0で勝利し、大会初優勝[48]。
- 8月8日 - 広島の山本一義が神宮球場での対ヤクルト14回戦の9回表に14号本塁打を放ち、プロ通算150本塁打を達成[49]。
- 8月11日 - 第54回全国高等学校野球選手権大会が開幕。
- 8月14日 - 広島の外木場義郎が広島球場での対大洋19回戦の4回表にジョン・シピンから三振を奪い、プロ通算1000奪三振を達成[50]。
- 8月19日 - 東映の張本勲が平和台球場での対西鉄ダブルヘッダー夜間の20回戦の4回表に安打を放ち、プロ通算2000安打を達成[51]。
- 8月20日 - 巨人の王貞治が後楽園球場での対阪神18回戦の1回裏に30号本塁打を放ち、11年連続30本塁打を達成[52]。
- 8月23日 - 第54回全国高等学校野球選手権大会の決勝戦が甲子園球場で午後1時から行われ、大分県の津久見高校が山口県の柳井に3対1で勝利し、初優勝達成[53]。
- 8月24日 - 中日球場での中日対巨人23回戦の試合中の午後7時15分頃、中年の男の声で「三塁側内野スタンドに爆発物を仕掛けた。午後7時45分頃爆発する」と電話があり、係員が中川警察署に通報。試合が午後7時31分から中断。球場は三塁側スタンドの観客約3千人をグラウンドに避難させ、中川署の署員約70名が捜索したが爆発物は発見されず予告時刻の7時45分を過ぎても爆発は起きなかったため、電話はいたずら電話と断定。午後8時3分に試合再開[54]。
- 8月27日 - 阪急の福本豊が西宮球場での対東映20回戦で1試合3盗塁し、河野旭輝が1955年に記録した1シーズン85盗塁の日本プロ野球記録を更新[55]。
- 8月29日 - 南海の村上雅則が大阪球場での対西鉄20回戦で、日本プロ野球新記録となる連続5与死球を記録[56]。
- 8月30日 - 東映の今井務が神宮球場での対ロッテ21回戦の10回裏1死満塁の場面で代打に起用され1号サヨナラ満塁本塁打を放ち、パ・リーグ初の代打サヨナラ満塁本塁打を記録[57]。
- 8月31日
  - 大洋は、監督の別当薫が休養し監督代行にヘッドコーチの青田昇が務めると発表[58]。
  - 大洋の松原誠が後楽園球場での対巨人22回戦の1回表に20号本塁打を放ち、プロ通算150本塁打を達成[59]。

### 9月
- 9月1日 - ロッテが大阪球場での対南海21回戦に2-3と敗戦し、球団史上初の9連敗を記録[60]。
- 9月3日 - 阪急の長池徳士が西京極球場での対西鉄21回戦の五回裏に27号本塁打を打ち、プロ通算200本塁打を達成[61]。
- 9月7日 - 東映の張本勲が後楽園球場で対ロッテ24回戦の8回裏に29号本塁打を放ち、プロ通算350本塁打を達成[62]。
- 9月13日 - 巨人の柴田勲が後楽園での対阪神20回戦の7回裏に三盗を決め、プロ通算400盗塁を達成[63]。
- 9月19日 - 甲子園球場での阪神対巨人22回戦で、巨人の王貞治が一回表に41号本塁打を打ち、日本プロ野球新記録となる6試合連続本塁打を達成[64]。午後8時20分頃、球場に男の声で「球場に爆弾を仕掛けた。午後8時40分に爆破する」という脅迫電話がかかり、午後8時40分、球場を捜索するため試合が中断。甲子園署、兵庫県警機動隊員が爆発物を捜索するが、見つからなかったためいたずら電話と判断し、午後8時50分に試合再開[65]。
- 9月20日
  - 巨人の王貞治が甲子園球場での対阪神23回戦の一回表に村山実から42号本塁打を打ち、連続試合本塁打の記録を7に伸ばす[66]。
  - ロッテの有藤通世が西京極球場での対近鉄19回戦の6回表に27号本塁打を放ち、プロ通算100本塁打を達成[67]。
- 9月21日 - パ・リーグのオーナー懇談会が午後5時より丸の内のパレス・ホテルにて開かれ、ロッテのオーナーの中村長芳が(1)現状ではセ・パ両リーグの統合は困難(2)パ・リーグとしては現状の2リーグ制を支持し当面はリーグ振興のため努力する、と報告[68]。
- 9月23日
  - 東映の尾崎行雄が後楽園球場での対南海ダブルヘッダー第2試合の五回表にウィリー・スミスから三振を奪い、プロ通算1000奪三振を達成[69]。
  - 大洋の監督代行の青田昇が腹痛のため千駄木の日本医大付属病院で診察を受け、胆嚢炎と肝臓炎を併発していると診断され、同病院に入院[70]。
- 9月24日 - 大洋は監督代行の青田昇が胆石で入院したため、ヘッドコーチの宮崎剛が代行監督に就任すると発表[71]。
- 9月26日 - 阪急が西宮球場での対南海23回戦に6-3と勝利し、2年連続5度目のパ・リーグ優勝[72]この試合で阪急の福本豊が3回裏に二盗を決め、モーリー・ウィルスの持つメジャーリーグのシーズン最多盗塁104を更新する105個目の盗塁を記録[73][74]。
- 9月27日 - 阪神の遠井吾郎が中日球場での対中日24回戦に出場し、プロ通算1500試合出場を達成[75]。
- 9月28日 - 南海の野村克也が対阪急25回戦の4回表に34号本塁打を放ち、プロ通算550本塁打を達成[76]。
- 9月30日 - 【MLB】ピッツバーグ・パイレーツのロベルト・クレメンテが対ニューヨーク・メッツ戦4回裏に2塁打を放ち、MLB通算3000安打を達成[77]。

### 10月
- 10月3日 - 阪神の藤田平が甲子園球場での対中日25回戦の四回裏に16号本塁打を打ち、プロ通算100本塁打を達成[78]。
- 10月4日 - 西鉄の東尾修は対東映26回戦に先発して敗戦投手となりシーズン25敗目を喫し、パリーグ最多敗戦記録となる[79]。
- 10月7日 - 巨人が甲子園球場での対阪神25回戦に5-1と勝利し、8年連続16度目のセ・リーグ優勝が決定[80][81]。
- 10月9日
  - 大阪球場での南海対東映26回戦で南海の野村克也が出場し、山内一弘の記録を更新する通算2236試合出場の日本プロ野球新記録を達成[82]。南海のクラレンス・ジョーンズが6回裏に32号3点本塁打を打ち、日本プロ野球通算100本塁打を達成[83]。
- 10月10日 - 東映の白仁天が西宮球場での対阪急26回戦の2回表に安打を放ち、プロ通算1000安打を達成[84]。
- 10月13日 - 西鉄の選手会長の高木喬が福岡市内の球団事務所を訪れ、球団常務の古賀豊穂に対し「選手の総意」として来季も球団を西鉄で運営するよう申し入れ[85]。
- 10月15日 - セ・リーグの全日程が終了[86]。
- 10月16日
  - パ・リーグの全日程が終了[87]。
  - 沢村賞選考委員会が午後12時半から東京・有楽町の交通大飯店から開かれ、巨人の堀内恒夫を選出[88]。
- 10月17日 - 広島は新監督に大洋前監督の別当薫が就任したと発表[89]。
- 10月20日
  - プロ野球・オーナー会議が正午から東京・丸の内のパレス・ホテルにて開かれるが、出席したオーナーが5名にとどまり野球協約に基づき会議は不成立となり懇談会として開催。オーナー会議の定足数改正や代理権の問題を意見交換した[90]。
  - ロッテのオーナーの中村長芳は、オーナー会議終了後に記者団に対して「ペプシコーラがパ・リーグの某球団を買収するめどがついた。22日に香港へ飛び最終的な話し合いを行う」と発表。しかし、午後8時半より東京・赤坂の中村事務所にて、パ・リーグ会長の岡野祐と同席の上で、この日2度目の記者会見を行い「夕方にペプシ本社から、球団の買収を断るという連絡がきた」と発表[91]。
  - 東映のオーナーの大川毅が午後、東映不動産にて記者会見し球団の身売りの意向を明らかにした[92]。西鉄、東映と2球団の身売りが表面化し、パ・リーグの存続が危ぶまれる事態となる。
- 10月21日 - パイオニアの社長の石塚庸三が午前10時、赤坂にある中村事務所を訪れ、中村から打診されていたパイオニアによる東映の買収の話を断ることを伝える[93][94]。
- 10月22日 - 【MLB】ワールドシリーズの第7戦がシンシナチのリバーフロント・スタジアムで行われオークランド・アスレチックスがシンシナチ・レッズを3-2で破り、球団史上1930年以来6度目のワールドチャンピンとなる[95]。
- 10月28日
  - 日本シリーズの第5戦が西宮球場で行われ、巨人が阪急に8対3で勝利し、4勝1敗で日本シリーズ8年連続優勝[96]。
  - 西鉄はロッテのオーナーの中村長芳が買収することになり、球団譲渡調印が福岡市内の西鉄グランドホテルにて午後3時より行われる[97]。
- 10月29日 - 1972年度の最優秀選手、最優秀新人、ベストナインを選出するプロ野球担当記者の投票の開票が午前10時より東京・銀座のコミッショナー事務局にて行われ、最優秀選手にセ・リーグは巨人の堀内恒夫、パ・リーグは福本豊が選出される。最優秀新人にセ・リーグはヤクルトの安田猛、パ・リーグは西鉄の加藤初が選出される[98]。

### 11月
- 11月1日 - 阪急は来季のコーチング・スタッフを発表。選手兼守備コーチのダリル・スペンサーは退団し、自由契約とした[99]。
- 11月2日
  - 阪神は監督兼選手の村山実が現役引退したと発表[100]。
  - パ・リーグのオーナー懇談会が正午から東京・丸の内のパレス・ホテルに開かれ、太平洋のオーナーの中村長芳が来季から2シーズン制の導入を提案。今後、実施を前提に案をまとめる方向で一致[101]。
- 11月9日 - プロ野球実行委員会が午後2時より東京・銀座の日航ホテルにて開かれ、パ・リーグ会長の岡野祐が「パ・リーグは来季から2シーズン制を取ることになった」と報告[102]。
- 11月10日 - ロッテは監督の大沢啓二がロッテ本社を訪れ、オーナーの重光武雄、球団社長の松井静郎に対し退団を申し入れ、了承される[103]。
- 11月14日 - 大洋のオーナーの中部謙吉が午後3時半より東京・丸の内の大洋漁業本社にて、この年監督代行を務めた青田昇が監督に就任したと発表[104]。
- 11月17日 - ロッテは午前11時より錦糸町のロッテ会館にて金田正一の監督就任を正式に発表[105]。
- 11月18日 - 平和台球場にて西鉄対巨人のオープン戦が行われ、西鉄として最後の試合を行う。
- 11月20日 - パ・リーグの理事会が午前11時から丸の内のパレスホテルにて開かれ、来季から導入予定の2シーズン制の具体案を決定。午後3時半からのオーナー懇談会で正式に承認[106]。
- 11月21日 - プロ野球のドラフト会議が午前11時から東京・日比谷の日生会館にて開催される[107]。
- 11月25日 - 野球体育博物館に表彰、掲載される人物を選ぶ競技者表彰特別委員会が午前11時から東京・有楽町のアラスカにて開かれ、記者投票で石本秀一を選出[108]。
- 11月30日 - 南海は二軍監督の岡本伊三美が一軍監督の野村克也との指導方針の対立から、球団に辞表を提出し受理される[109]。

### 12月
- 12月11日 - プロ野球実行委員会が正午から有楽町の日生会館にて開かれ、フランチャイズについて従来の1球団3都府県から1球団1都道府県とすることに改める[110]。
- 12月15日 - ロッテの小山正明と大洋の鬼頭洋、安田泰一のトレードが成立したと両球団が発表[111]。
- 12月31日 - 【MLB】ピッツバーグ・パイレーツのロベルト・クレメンテが、故国のニカラグアで発生した大地震の救援物資を運ぶ飛行機でニカラグアに向かう途中、飛行機がカリブ海に墜落し死亡。

## 誕生

### 1月
- 1月1日 - 善村一仁
- 1月12日 - 干場崇永
- 1月13日 - 大塚晶則
- 1月19日 - サルバトーレ・ウルソー
- 1月21日 - ジェームス・ボニチ
- 1月25日 - ホセ・マシーアス
- 1月26日 - 度会博文
- 1月28日 - 新庄剛志
- 1月29日 - モーガン・バークハート

### 2月
- 2月2日 - ジャレッド・フェルナンデス
- 2月20日 - シェーン・スペンサー

### 3月
- 3月1日 - ジミー・ハースト
- 3月3日 - マイク・ロマノ
- 3月10日 - ロブ・スタニファー
- 3月12日 - ジョージ・アリアス
- 3月15日 - ハワード・バトル
- 3月20日 - 曽我部直樹
- 3月22日 - コリー・ライドル（+ 2006年）
- 3月28日 - 鄭珉哲
- 3月29日 - アレックス・オチョア

### 4月
- 4月9日 - 山本保司
- 4月10日 - 鈴木尚典
- 4月15日 - 木村拓也（+ 2010年）
- 4月15日 - 大島寛
- 4月24日 - チッパー・ジョーンズ
- 4月24日 - 犬伏稔昌
- 4月24日 - 戎信行
- 4月25日 - マイカ・フランクリン
- 4月26日 - 丸尾英司
- 4月29日 - 谷内聖樹
- 4月30日 - 川村丈夫
- 4月30日 - 内之倉隆志

### 5月
- 5月2日 - 寺前正雄
- 5月5日 - 長見賢司
- 5月13日 - 小野幸一
- 5月14日 - 中居殉也
- 5月19日 - スコット・マクレーン
- 5月22日 - 榎康弘
- 5月24日 - 佐藤康幸
- 5月27日 - 北川博敏
- 5月31日 - デーブ・ロバーツ

### 6月
- 6月11日 - 米正秀
- 6月13日 - ダレル・メイ
- 6月15日 - アンディ・ペティット
- 6月16日 - 土井雅弘
- 6月19日 - 和田一浩
- 6月22日 - 松元秀一郎
- 6月22日 - ミゲール・デルトロ（+ 2001年）
- 6月25日 - カルロス・デルガド

### 7月
- 7月5日 - 阿部茂樹
- 7月7日 - 万永貴司
- 7月19日 - 大貝恭史
- 7月21日 - 荒井昭吾
- 7月23日 - 加藤将斗
- 7月27日 - 沖原佳典
- 7月28日 - 太田弘昭

### 8月
- 8月1日 - フレッディ・ガルシア
- 8月3日 - 稲葉篤紀
- 8月5日 - ジョン・ワズディン
- 8月6日 - 新里紹也
- 8月8日 - 織田淳哉
- 8月11日 - 厚澤和幸
- 8月12日 - 金森隆浩
- 8月12日 - 川俣浩明
- 8月13日 - 入来祐作
- 8月16日 - 伊林厚志
- 8月17日 - ロベルト・ラミレズ
- 8月24日 - カート・ミラー
- 8月25日 - 本間満
- 8月25日 - アンディ・エイバッド
- 8月27日 - 渡部高史
- 8月29日 - 親富祖弘也

### 9月
- 9月17日 - ブレイディー・ラジオ
- 9月20日 - 遠藤政隆
- 9月21日 - シャノン・ウィッテム
- 9月26日 - 西口文也

### 10月
- 10月2日 - トレイ・ムーア
- 10月4日 - アダム・リグス
- 10月4日 - 高橋英樹
- 10月5日 - アーロン・ガイエル
- 10月6日 - 川畑勇一
- 10月8日 - 中ノ瀬幸泰
- 10月10日 - マイク・ホルツ
- 10月14日 - 高木浩之
- 10月17日 - 藤田宗一
- 10月21日 - 山﨑健

### 11月
- 11月6日 - マット・スクルメタ
- 11月10日 - グレッグ・ラロッカ
- 11月11日 - ダニエル・リオス
- 11月13日 - 正津英志
- 11月15日 - ダーウィン・クビアン
- 11月20日 - 山田広二
- 11月28日 - ホセ・パーラ

### 12月
- 12月6日 - リック・ショート
- 12月8日 - 小林敦司
- 12月8日 - ホルベルト・カブレラ
- 12月12日 - 村松有人
- 12月18日 - クリス・シールバック
- 12月29日 - ジム・ブラウワー

## 死去
- 1月19日 - 田中照雄（* 1933年）
- 3月16日 - パイ・トレイナー（* 1899年）
- 3月28日 - ドニー・ブッシュ（* 1887年）
- 4月2日 - ギル・ホッジス（* 1924年）
- 4月9日 - 深見安博（* 1919年）
- 5月11日 - 杉田屋守（* 1908年）
- 5月29日 - モー・バーグ（* 1902年）
- 6月3日 - 山内以九士（* 1902年）
- 7月14日 - 東門明（* 1952年）
- 8月13日 - ジョージ・ワイス（* 1894年）
- 10月9日 - デイブ・バンクロフト（* 1891年）
- 10月24日 - ジャッキー・ロビンソン（* 1919年）
- 11月13日 - 築地俊龍（* 1904年）
- 12月20日 - ギャビー・ハートネット（* 1900年）
- 12月31日 - ロベルト・クレメンテ（* 1934年）